# Kornis Clarisse
Göncz-ruszkai Kornis Clarisse (gyakran Klára vagy Klarissza) (Nagyszeben, 1834. január 29. – Abbázia, 1906. december 10.) grófnő császári és királyi palotahölgy és az első osztályú Erzsébet-rend tulajdonosa.

## Élete
Édesapja, Kornis Mihály gróf az erdélyi kormányszékek tanácsosa, a Magyar Tudós Társaság igazgatósági tagja volt. Édesanyja iktári Bethlen Katalin (1810–1871 ; később báró Bánffy Miklós második felesége), a grófi család fejedelmi ágának utolsó tagja volt.
Gyermekkorában minden bizonnyal Klárának neveztek játszótársai. Gondos neveltetésben részesült. Bájos megjelenésének, illedelmes viselkedésének, választékos beszédmodorának köszönhette első közszereplését, amikor 1849. december 25-én Bem tábornok Kolozsvárra érkezett. Az üdvözlő honleányok nevében nyújtott át virágcsokrot a diadalmas hadvezérnek.
Fiatal lánnyá serdülve a főúri körökben forogva, bálok és vadászatok alkalmával a grófnő számos ismeretséget kötött és került kapcsolatba a Károlyi családdal is. Az Újpestet alapító István gróf legidősebb fia, Károlyi Ede udvarolt a kisasszonynak. Mivel házasságuknak csupán a felekezeti különbség állt útjában, Clarisse elhagyta az unitárius vallást és katolizált. Ezután 1851. február 21-én házasodtak össze. 1852-ben született meg Georgina nevű leányuk, majd a várva várt fiúgyermek, aki nagyapja után az István nevet kapta, azonban csupán néhány napig élt. Csupán 1859-ben született újabb gyermekük, László.
A grófnő a családi élet mellett továbbra is aktív társadalmi életet élt. Többször időzött Párizsban is, ahol III. Napóleon udvari báljára is meghívást kapott. Az osztrák nagykövet feljegyzése alapján a francia császár tetszését is megnyerte külső és belső bájaival. Kazinczy Ferenc születésének 100. évfordulóján, Széphalmon a férje által szervezett ünnepségsorozaton ő koszorúzta meg a költő sírját. 1867-ben I. Ferenc József koronázásán Erzsébet királyné kíséretében, gróf Andrássy Gyuláné Kendeffy Katinka társaságában mint palotahölgy tündökölt.
Már 1865-ben csatlakozott a Pesti Első Bölcsőde Egyesület munkájához, ahol Brunszvik Júlia grófnő mellett társelnöknő volt, majd 1869-ben, már elnökként Józsefvárosban új
épületet emeltetett a kisgyermekek elhelyezésére. Pár évvel később a belvárosban Simor János érsek hathatós támogatásával kisdedóvót (mai nevén óvodát) és elemi iskolát hozott létre rászoruló, szegény sorsú gyermekek számára.
1879-ben férje elhunyt. Két évi özvegység után sógora, Károlyi Sándor gróf vette feleségül augusztus 10-én, a pesti Szent József plébániatemplomban. Mellette is betöltötte azt a társadalmi szerepet, melyre származása, neve predesztinálta. Közös gyermekük nem született, így férje LászIó grófot jelölte
meg örökösének.
A legjelentősebb intézmény, amely alapítása a grófnő nevéhez kötődik, az Első Budapesti Gyermekmenhely Egylet volt, ami háttérszervezete már 1870-ben létesült, de csak akkor valósulhatott meg, amikor apósa, Károlyi István gróf 134 kataszteri holdat adományozott a Vác felé tartó vasútvonaltól nyugatra, a rákospalotai birtoktest Istvántelek nevű részén, ahol a létesítmény felépülhetett 1882-ben.
1899-ben a közjótékonyság terén szerzett érdemei elismeréséül  a király az elsőosztályu Erzsébet-rendet adományozta neki.
1906 áprilisában Károlyi Sándor gróf, amikor családjával együtt a Riviérán üdült, meghalt. Clarisse grófnő, aki immáron másodszor jutott özvegyült meg, nem sokkal élte túl férjét. Az év decemberében, Abbáziában hunyt el. A jótékonyságáról ismert grófnőt 14-én helyezték örök nyugalomra a fóti családi sírboltba.

## Emlékezete
- Kornis Klára Gyermekotthon
- Az istvántelki Klára utca